# ماغنوس غودمان
ماغنوس غودمان هو لاعب هوكي الجليد كندي، ولد في 18 مارس 1898 في وينيبيغ في كندا، وتوفي في 17 يوليو 1991 في فلوريدا في الولايات المتحدة.

## وصلات خارجية
- ماغنوس غودمان على موقع EliteProspects.com (الإنجليزية)
- ماغنوس غودمان على موقع Eurohockey.com (الإنجليزية)
- ماغنوس غودمان على موقع HockeyDB.com (الإنجليزية)
- ماغنوس غودمان على موقع أوليمبيديا (الإنجليزية)